# Dieter Martiny
Dieter Martiny (ur. 21 marca 1944 w Mielnie) – niemiecki profesor prawa, wykładowca. Specjalista prawa międzynarodowego prywatnego, prawa międzynarodowego handlowego i prawa rodzinnego.
W 1963 w Emden ukończył egzamin dojrzałości. W latach 1963–1967 studiował nauki prawne na uniwersytetach w Hamburgu, Heidelbergu, Fryburgu Bryzgowijskim i Monachium.
W 1968 zdał 1. prawniczy egzamin państwowy (1. Juristische Staatsprüfung), natomiast w 1972 – 2. prawniczy egzamin państwowy (2. Juristische Staatsprüfung) będący odpowiednikiem polskiego egzaminu kończącego aplikację.
W 1975 w Monachium uzyskał promocję na doktora nauk prawnych a w 1995 – habilitację, także na monachijskiej uczelni.
Wykładowca prawa międzynarodowego prywatnego, prawa międzynarodowego handlowego, prawa międzynarodowego procesowego i wielu innych.

## Niektóre publikacje
- "Schuldstatut", "Warenkauf", "Arbeitsvertrag", "Handelsvertretervertrag", in: Chr. Reithmann (Hrsg.), Internationales Vertragsrecht (2. Aufl. 1972) 1–82, 153–196, 301–336;
- Zustandekommen von Gerichtsstandsvereinbarungen und stillschweigende Rechtswahl bei Vertragshändlerverträgen, AWD 1972, 165–171;
- razem z K.-D. Schweickert: Deutsch-belgische Vertriebsverträge, AWD 1973, 372–376;
- Kaufrechtsreform in Großbritannien – Der Supply of Goods (Implied Terms) Act 1973, ZHR 138 (1974) 141–145;
- razem z T. Ansay: Die Gastarbeiterfamilie im Recht, in: T. Ansay/V. Gessner (Hrsg.), Gastarbeiter in Gesellschaft und Recht (1974) 171–207;
- Verletzung von Immaterialgüterrechten im Internationalen Privatrecht, RabelsZ 40 (1976) 218–230;
- razem z K. Zweigert: Gewerkschaften und Grundgesetz, in: Gewerkschaftliche Politik – Reform aus Solidarität – Zum 60. Geburtstag von Heinz O. Vetter (1977) 109–125 = Gewerkschaftliche Monatshefte 31 (1980) 171–184;
- Gleichberechtigung im Arbeitsleben in Großbritannien – Eine rechtsvergleichende Betrachtung der neueren Gesetzgebung, RabelsZ 42 (1978) 116–169.